# Balkanska mafija
Balkanska mafija, kolektivni naziv za više kriminalnih organizacija na području današnjih država nekadašnje Jugoslavije. Prema istraživanju vašingtonskog Instituta za europska i srednjoazijska pitanja, ove skupine su dobro povezane, a njezini šefovi imaju ogroman utjecaj na organe vlasti u regiji.
Među najpoznatijim šefovima balkanskih mafijaških skupina, bili su Zijad Turković, Davor Elez i Naser Keljmendi, sva trojica pravomoćno osuđenih zbog najtežih zločina: trgovine drogom, oružja i ljudi, podvođenje, prostitucija, naručenih ubojstava, teških pljački i utjerivanja dugova.
Mafijaške balkanske skupine imale su u svojim redovima plaćene ubojice koje su izvršavale likvidacije, a najpoznatiji među njima bio je Strahinja Rašeta s desetak ubojstava širom bivše Jugoslavije.